# Heliophanus redimitus
Heliophanus redimitus là một loài nhện trong họ Salticidae.
Loài này thuộc chi Heliophanus. Heliophanus redimitus được Eugène Simon miêu tả năm 1910.